# بات شيهان
بات شيهان هو سياسي بريطاني، ولد في 28 مايو 1958 في بلفاست في المملكة المتحدة. نشط حزبياً في شين فين.

## مناصب
- انتخب عضو الجمعية التشريعية الثالثة لأيرلندا الشمالية ‏ عن دائرة Belfast West (Assembly constituency) [الإنجليزية]‏ وقد انضم خلال فترته النيابية ‏ (7 ديسمبر 2010 – 24 مارس 2011) للكتلة البرلمانية شين فين.
- في انتخابات الجمعية التشريعية لأيرلندا الشمالية، 2011 [الإنجليزية]‏، انتخب عضو الجمعية التشريعية الرابعة لأيرلندا الشمالية ‏ عن دائرة Belfast West (Assembly constituency) [الإنجليزية]‏ وقد انضم خلال فترته النيابية ‏ (6 مايو 2011 – 24 مارس 2016) للكتلة البرلمانية شين فين.
- في 2016 Northern Ireland Assembly election [الإنجليزية]‏، انتخب Member of the 5th Northern Ireland Assembly ‏ عن دائرة Belfast West (Assembly constituency) [الإنجليزية]‏ وقد انضم خلال فترته النيابية ‏ (7 مايو 2016 – 26 يناير 2017) للكتلة البرلمانية شين فين.
- في انتخابات جمعية أيرلندا الشمالية 2017 [الإنجليزية]‏، انتخب Member of the 6th Northern Ireland Assembly ‏ عن دائرة Belfast West (Assembly constituency) [الإنجليزية]‏ وقد انضم خلال فترته النيابية ‏ (3 مارس 2017 – ) للكتلة البرلمانية شين فين.